# 王自强
王自强（1938年11月—），中国固体力学家。中国科学院力学研究所研究员。

## 生平
1938年生于上海，原籍浙江定海。1963年毕业于中国科学技术大学近代力学系。2009年当选中国科学院院士。